# Tephronia cremiaria
Tephronia cremiaria là một loài bướm đêm trong họ Geometridae.